# Liste der Baudenkmäler in Kreuth

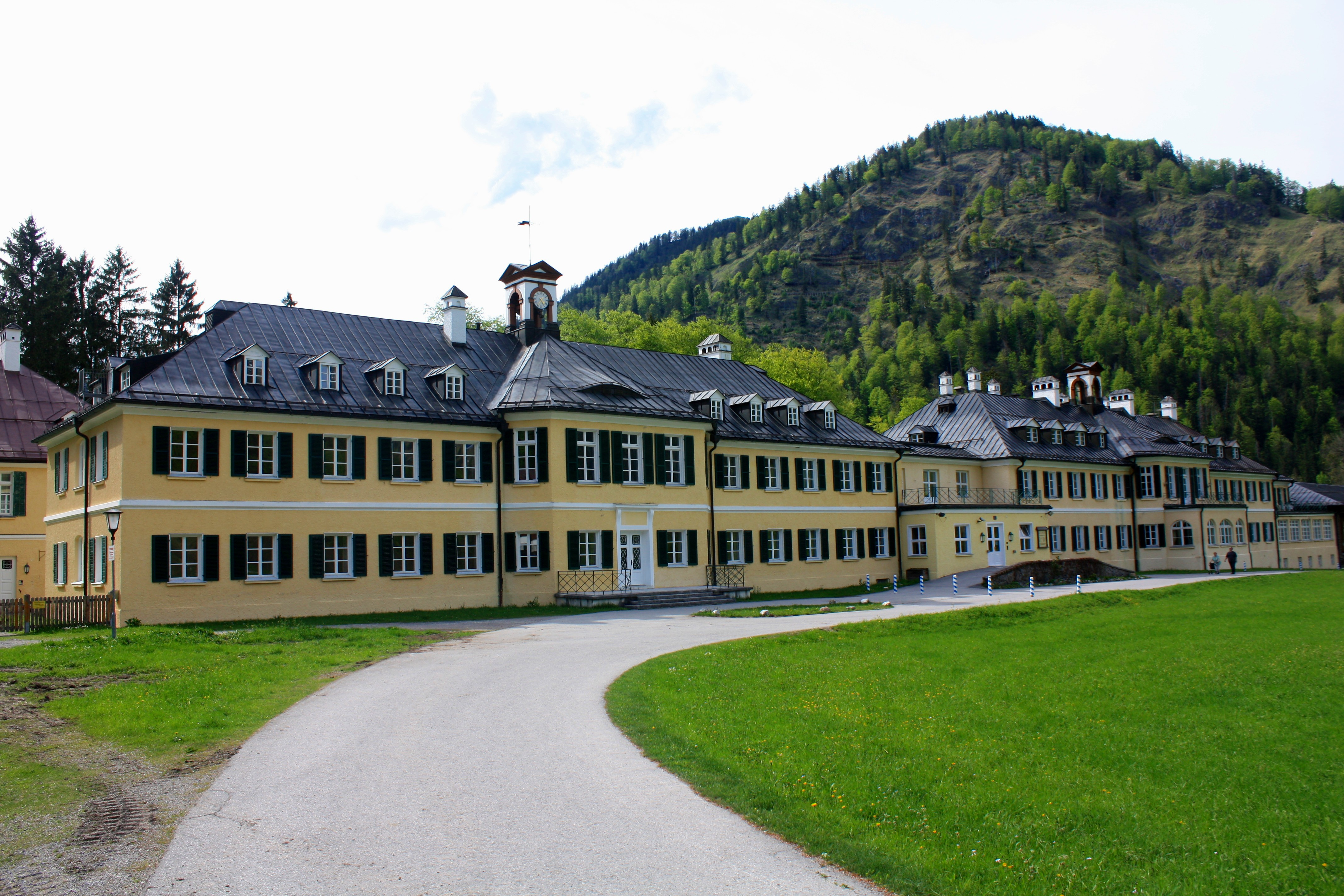
Tagungszentrum Wildbad Kreuth

Auf dieser Seite sind die Baudenkmäler in der oberbayerischen Gemeinde Kreuth zusammengestellt. Diese Tabelle ist eine Teilliste der Liste der Baudenkmäler in Bayern. Grundlage ist die Bayerische Denkmalliste, die auf Basis des Bayerischen Denkmalschutzgesetzes vom 1. Oktober 1973 erstmals erstellt wurde und seither durch das Bayerische Landesamt für Denkmalpflege geführt wird. Die folgenden Angaben ersetzen nicht die rechtsverbindliche Auskunft der Denkmalschutzbehörde.

## Ensembles

### Ensemble Wildbad Kreuth
Die Anlage des Alten Bads mit Kapelle, des Neuen Bads mit
Ökonomiehof, der großen Freifläche im Norden bzw. Osten dazu und die unmittelbar
zugehörigen Bereiche bilden ein Ensemble. Das in seinem baulichen Bestand aus dem
18. und 19. Jahrhundert nahezu vollständig erhaltene Heilbad zählt im 19. Jahrhundert
zu einem der führenden in Europa, berühmt für sein frisches, schwefel- und
salpeterhaltiges Wasser.
Das zuerst im späten 15. Jahrhundert urkundlich genannte Bad mit der Quelle Sankt
Leonhard war dem Kloster Tegernsee zugehörig. Brände vernichteten 1616 und 1627
das Badhaus. Abt Bernhard Wenzel ließ 1696 eine kleine Kapelle bauen, 1706 erweitert
unter Abt Quirin. Der im folgenden Jahr geweihte Bau wurde mit der Stiftung eines
Kreuzpartikels Zum Heiligen Kreuz umbenannt. Gleichzeitig mit der Erweiterung war
auch das unmittelbar anschließende Badhaus errichtet worden. Mit der Säkularisation
1803 kommt das Bad in Privatbesitz, 1818 erwirbt das verfallene Anwesen König Max I.
Joseph. Neben der Herrichtung des alten Bads beginnt man 1820 mit dem Bau eines
neuen Badhauses nach Plänen des königlichen Hofbauinspektors Simon Mayr. Ein
Badearzt wird eingestellt und für die Kapelle Heilig Kreuz eine Benefiziatenstelle
gestiftet für die seelsorgerische Betreuung der Badegäste. Bereits 1824 erfolgte die
Erweiterung des Neuen Bads. Neben den Wasseranwendungen gab es Molkekuren
nach Appenzeller Vorbild und Kräuterextrakt-Kuren. Als Gäste weilten im 19.
Jahrhundert Mitglieder des europäischen Hochadels, bedeutende Persönlichkeiten des
öffentlichen Lebens und der Wirtschaft in Wildbad. Der Kurbetrieb wurde bis 1973
fortgeführt.
Das Wildbad liegt auf einem weitläufigen Hochplateau, umgeben von felsigen oder
bewaldeten Bergen. Eine große Wiesenfläche nimmt den Hauptanteil der ebenen
Fläche ein. Die umläuft ein Weg, mittig darin der ehemalige Kräuter- und
Gemüsegarten. Auch die weitere historische Wegeführung durch die Wiesen ist bis jetzt
erhalten. Diese dienten den Kurgästen für Spaziergänge. Die Westseite des Plateaus
begrenzt zum größten Teil das Neue Bad, bestehend aus zwei langgestreckten
Walmdachbauten, der anschließenden ehem. Wandel- bzw. Molkehalle sowie dem
zugehörigen Ökonomiehof. Dazu südlich liegt das Alte Bad mit der Kapelle Heilig Kreuz
und einem um 1860 neu erbauten Wohnhaus an der Stelle eines ehemaligen Stadels.
Nördlich des Wiesenplans stand noch bis mindestens Anfang 20. Jahrhundert ein
Ökonomiegebäude als langgestreckter, eingeschossiger Satteldachbau. Der
Hangbereich westlich des Neuen Bads war bis zur Hofbauernweißach mit einer
Gartenanlage mit Wegen gestaltet.
Insbesondere die großen, ruhigen Baukörper des Neuen Bads prägen die vornehme
Wirkung von Wildbad Kreuth. Die großen Freiflächen steigern diese Wirkung
nachdrücklich. Die Gesamtanlage gibt ein anschauliches Bild eines Gebirgsbads aus dem
19. Jahrhundert.
Aktennummer: E-1-82-124-1

## Baudenkmäler nach Ortsteilen

### Kreuth
| Lage                               | Objekt                               | Beschreibung | Akten-Nr.              | Bild               |
| ---------------------------------- | ------------------------------------ | --- | ---------------------- | ------------------ |
| Am Kirchberg 9 (Standort)          | Katholische Pfarrkirche St. Leonhard | Spätgotischer Saalbau mit Polygonalchor und südlichem Spitzturm, wohl von Alex Gugler, 1489–91, 1776 nach Westen verlängert und barockisiert; mit Ausstattung Friedhofsummauerung | D-1-82-124-1           | weitere Bilder     |
| Leonhardiweg 9 (Standort)          | Landhaus                             | Malerischer zweigeschossiger Putzbau im barockisierenden Heimatstil, mit Schopfwalmgiebeln nach drei Seiten, Erkerausbauten und hölzernen Balkons, von Gabriel von Seidl, 1899    | D-1-82-124-2           | weitere Bilder     |
| Leonhardiweg 9 (Standort)          | Parkanlage                           | Parkanlage mit Landhaus | D-1-82-124-2 zugehörig | Parkanlage         |
| Südliche Hauptstraße 8 (Standort)  | Ehemaliges Zollamt                   | Zweigeschossiger Walmdachbau mit Eckrustizierungen, Mitte 19. Jahrhundert | D-1-82-124-3           | Ehemaliges Zollamt |
| Südliche Hauptstraße 18 (Standort) | Ehemaliges Postamt                   | Zweigeschossiger Putzbau mit verschiefertem Walmdach und doppelläufiger Freitreppe, um 1925/30                                                                                    | D-1-82-124-4           | Ehemaliges Postamt |

### Glashütte
| Lage                    | Objekt                                     | Beschreibung | Akten-Nr.     | Bild                       |
| ----------------------- | ------------------------------------------ | --- | ------------- | -------------------------- |
| Glashütte 30 (Standort) | Katholische Filialkirche Mariä Heimsuchung | Kleiner barocker Saalbau mit leicht eingezogenem halbrunden Chor im Norden und Dachreiter am Südgiebel, 1698; mit Ausstattung Friedhofsummauerung, mit zwei Tuffsäulen am Eingang | D-1-82-124-10 | weitere Bilder             |
| Glashütte 39 (Standort) | Ehemaliges Kleinbauernhaus                 | Flachsatteldach mit Blockbau-Obergeschoss, Laube und teilverschalter Giebellaube, 1852                                                                                            | D-1-82-124-11 | Ehemaliges Kleinbauernhaus |
| Glashütte 45 (Standort) | Ehemaliges Kleinbauernhaus                 | Zweigeschossiger Flachsatteldach-Blockbau mit dreiseitig umlaufender Laube und verschalter Giebellaube, um 1700                                                                   | D-1-82-124-12 | Ehemaliges Kleinbauernhaus |
| Glashütte 49 (Standort) | Ehemaliges Bauernhaus                      | Zweigeschossiger Blockbau-Wohnteil mit Flachsatteldach, 18. Jahrhundert, modern verschindelt                                                                                      | D-1-82-124-13 | BW                         |

### Point
| Lage                     | Objekt                  | Beschreibung | Akten-Nr.     | Bild                    |
| ------------------------ | ----------------------- | --- | ------------- | ----------------------- |
| Bachlerweg 4 (Standort)  | Einfirsthof             | Langgestreckter Flachsatteldachbau mit verschaltem Blockbau-Obergeschoss, nordöstlich vorgezogener Giebelfront und Lauben, 1. Hälfte 18. Jahrhundert, ausgesägte Fensterrahmungen und Lauben 2. Hälfte 19. Jahrhundert | D-1-82-124-19 | weitere Bilder          |
| In Point (Standort)      | Getreidekasten          | Zweigeschossiger Blockbau-Kasten, 2. Hälfte 16. Jahrhundert, durch Flachsatteldach-Stadel überbaut. | D-1-82-124-20 | weitere Bilder          |
| Rauheckweg 45 (Standort) | Ehemaliger Einfirsthof, | Flachsatteldachbau mit Blockbau-Obergeschoss, umlaufender Laube und teilverschalter Giebellaube, 2. Hälfte 18. Jahrhundert                                                                                             | D-1-82-124-21 | Ehemaliger Einfirsthof, |

### Reitrain
| Lage                            | Objekt                                  | Beschreibung | Akten-Nr.     | Bild                  |
| ------------------------------- | --------------------------------------- | --- | ------------- | --------------------- |
| Buchenweg 4 (Standort)          | Ehemaliges Bauernhaus                   | Flachsatteldachbau mit Blockbau-Obergeschoss, umlaufender Laube und teilverschalter Giebellaube, Ende 18. Jahrhundert                           | D-1-82-124-22 | Ehemaliges Bauernhaus |
| Tegernseer Straße 65 (Standort) | Einfirsthof, sogenannter Gschwandlerhof | Flachsatteldachbau mit Blockbau-Obergeschoss, dreiseitig umlaufender Balusterlaube und teilverschalter Balustergiebellaube, bezeichnet mit 1776 | D-1-82-124-23 | weitere Bilder        |
| Tegernseer Straße 71 (Standort) | Bildstock                               | Tuffpfeiler mit Bildnische, bezeichnet mit 1685                                                                                                 | D-1-82-124-24 | weitere Bilder        |

### Riedlern
| Lage                             | Objekt                                     | Beschreibung | Akten-Nr.     | Bild                                       |
| -------------------------------- | ------------------------------------------ | --- | ------------- | ------------------------------------------ |
| Jacklweg 7 (Standort)            | Ehemaliges Bauernhaus, sogenannt Beim Zobl | Flachsatteldachbau mit verschaltem Blockbau-Obergeschoss, zweiseitig umlaufender Laube und teilverschalter Giebellaube, wohl 1. Hälfte 19. Jahrhundert                                                          | D-1-82-124-26 | Ehemaliges Bauernhaus, sogenannt Beim Zobl |
| Jacklweg 6;Jacklweg 8 (Standort) | Landhaus Lippart                           | Flachsatteldachbau mit erdgeschossig polygonalem Eckerker, umlaufender Laube am überwiegend hölzernen Obergeschoss, teilverschalter Giebellaube und Glockenstuhl, von Emanuel von Seidl, um 1900 Mit Parkanlage | D-1-82-124-27 | Landhaus Lippart                           |
| Jacklweg 12 (Standort)           | Bauernhaus, sogenannter Langerhof          | Flachsatteldachbau mit verschaltem Blockbau-Obergeschoss, Laube und teilverschalter Giebellaube, 18. Jahrhundert, Dachaufbau 19. Jahrhundert, nördlicher Anbau neuzeitlich                                      | D-1-82-124-28 | Bauernhaus, sogenannter Langerhof          |
| In Riedlern (Standort)           | Bildstock                                  | Tuffpfeiler mit Laterne, 16. Jahrhundert, Blechhaube neuzeitlich; bei Mühlauer Weg 15 | D-1-82-124-30 | Bildstock                                  |
| Flur Riedlern (Standort)         | Kapellen-Bildstock                         | Kleiner offener Satteldachbau mit barockem Geißelchristus, 18./19. Jahrhundert; mit Ausstattung | D-1-82-124-29 | weitere Bilder                             |

### Wildbad Kreuth
| Lage                                              | Objekt                                                            | Beschreibung | Akten-Nr.     | Bild           |
| ------------------------------------------------- | ----------------------------------------------------------------- | --- | ------------- | -------------- |
| Wildbad Kreuth 1, 4 und 5 (Standort)              | Neues Bad                                                         | Zwei klassizistische durch einen kurzen Zwischenbau verbundene zweigeschossige Walmdach-Trakte mit kräftig vorspringenden Mittelrisaliten und nördlich angeschlossenem Saalbau mit Festsaal und Wandelhalle, errichtet von Simon Mayr für König Max I. Joseph, 1820–25 Südwestlich sogenanntes Königshaus, zweigeschossiger klassizistischer Walmdachbau mit Gurtgesims, von Simon Mayr, 1825 Westlich sogenanntes Posthaus, zweigeschossiger einfacher Walmdachbau, von Simon Mayr, 1825 | D-1-82-124-36 | weitere Bilder |
| Wildbad Kreuth 2; Hohlenstein-Badleite (Standort) | Ensemble Wildbad Kreuth                                           | Schmaler barocker Saalbau mit halbrundem Chor und Zwiebeldachreiter, geweiht 1707; mit Ausstattung Südlich angeschlossen sogenanntes Altes Badehaus, ehemaliges Benefiziatenhaus, Flachsatteldachbau mit Blockbau-Obergeschoss und Lauben, 1706 | D-1-82-124-37 | weitere Bilder |
| Wildbad Kreuth 10 (Standort)                      | Ehemaliges Herzogliches Jagdhaus, sogenanntes Haus auf der Schanz | eingeschossiger überkämmter Blockbau auf hohem Sockelgeschoss mit Flachsatteldach und Hochlaube, von Ludwig C. Lutz, 1914, im alpenländischen Heimatstil, nach Norden firstgleicher Erweiterungsbau mit spitzbogigem Portal aus Tegernseer Marmor und Freitreppe, historisierend, von J. Hofmann, 1922 | D-1-82-124-69 | BW             |

### Weitere Ortsteile
| Lage                                                                  | Objekt                                                                | Beschreibung | Akten-Nr.               | Bild                                                                  |
| --------------------------------------------------------------------- | --------------------------------------------------------------------- | --- | ----------------------- | --------------------------------------------------------------------- |
| Bayerwald Bayerwald 1 (Standort)                                      | Wohnteil eines ehemaligen Kleinbauernhauses, sogenannt Beim Waldbauer | Zweigeschossiger Blockbau mit Flachsatteldach, umlaufender Laube und verschalter Giebellaub, im Kern von 1632, obere Teile 18. Jahrhundert | D-1-82-124-5            | Wohnteil eines ehemaligen Kleinbauernhauses, sogenannt Beim Waldbauer |
| Bayerwald Bayerwald-Kreuth; B 307 (Standort)                          | Meilenstein                                                           | Stele mit kegelförmigem Abschluss auf quadratischem Sockel, mit Entfernungsangaben nach Kreuth, Stuben und München, um 1900 | D-1-82-124-67           | weitere Bilder                                                        |
| Brunnbichl Brunnbichl 14 (Standort)                                   | Einfirsthof, sogenannt Beim Jagerbauer                                | Zweigeschossiger verputzter Flachsatteldach-Blockbau mit giebelseitiger Laube und verschalter Hochlaube, 1. Hälfte 17. Jahrhundert | D-1-82-124-7            | Einfirsthof, sogenannt Beim Jagerbauer                                |
| Enterbach Kainederweg 6 (Standort)                                    | Ehemaliges Bauernhaus                                                 | Flachsatteldachbau mit Blockbau-Obergeschoss, zweiseitig umlaufender Laube und teilverschalter Giebellaube, im Kern 1. Hälfte 17. Jahrhundert | D-1-82-124-8            | weitere Bilder                                                        |
| Grüneck Südliche Hauptstraße 44 und 46 (Standort)                     | Villa Dreyfuß, jetzt Flick,                                           | Vornehmer zweigeschossiger Satteldachbau im frühen alpenländischen Landhausstil mit Segmentbogenfenstern, verschaltem Dachaufbau und umlaufender Laube, 1894 | D-1-82-124-15           | Villa Dreyfuß, jetzt Flick,                                           |
| Grüneck Südliche Hauptstraße 44 und 46 (Standort)                     | Villa Dreyfuß, jetzt Flick,                                           | Parkanlage | D-1-82-124-15 zugehörig | weitere Bilder                                                        |
| Grüneck Südliche Hauptstraße 44 (Standort)                            | Ehemaliges Nebengebäude der Villa Dreyfuß, jetzt Wohnhaus             | Zweigeschossiger Flachsatteldachbau mit Eckrisalit und Zierbalkon, um 1890 | D-1-82-124-14           | Ehemaliges Nebengebäude der Villa Dreyfuß, jetzt Wohnhaus             |
| Oberhof Schloßstraße 20 b (Standort)                                  | Schloss Ringberg                                                      | Umfangreiche Höhenburganlage am Ringberg in Formen des mittelalterlichen Wehrbaus, in Renaissance- und allgemein alpenländischen Bauformen, bestehend aus Torturm und Torwartswohnung, Umfassungsmauern mit eingestellten Türmen, Vorhof, Wohnbau in vier Flügeln um einen Innenhof mit Bergfried und Ecktürmen, Terrassengärten mit Wasserbassins, an der Südseite mit Zinnenmauern, Teehaus, Aussichtsterrasse auf der Nordwestseite mit Loggia, vorgelagerten Treppenanlagen und Bogengängen, erbaut von Herzog Luitpold in Bayern durch Friedrich Attenhuber, seit 1913 bis etwa 1970, Innenausstattungen von Friedrich Attenhuber, Skulpturen von Bernhard Bleeker, Ferdinand Hauk und Hans Vogl Kapelle, kleiner verputzter Saalbau mit westlichem Zwiebelturm, im Rohbauzustand, nach 1913 Teehaus, zweigeschossiger Walmdachbau, bezeichnet mit 1960 | D-1-82-124-16           | weitere Bilder                                                        |
| Pförn Pförn 5 (Standort)                                              | Wohnteil eines Einfirsthofes, sogenannt Beim Hazi                     | Flachsatteldachbau mit Blockbau-Obergeschoss, umlaufender Laube und verschalter Giebellaube, 1722 | D-1-82-124-17           | Wohnteil eines Einfirsthofes, sogenannt Beim Hazi                     |
| Pförn Tegernseer Straße 46 (Standort)                                 | Ehemaliges Bauernhaus, sogenannter Reißnhof                           | Zweigeschossiger Flachsatteldach-Blockbau mit giebelseitigen Lauben, 17. Jahrhundert, Erdgeschoss im 19. Jahrhundert verputzt, der Oberstock verbrettert, Dachaufbau 1881 | D-1-82-124-18           | Ehemaliges Bauernhaus, sogenannter Reißnhof                           |
| Schärfen Schärfen 19 (Standort)                                       | Einfirsthof                                                           | Flachsatteldachbau mit Blockbau-Obergeschoss, dreiseitig umlaufender Laube und teilverschalter Giebellaube, 1793 | D-1-82-124-31           | Einfirsthof                                                           |
| Schärfen Flur Schärfen; Von Schärfen zur Tegernseer Straße (Standort) | Wegkreuz                                                              | Großes hölzernes Kruzifix mit Mater dolorosa und Wettermantel, wohl 1. Hälfte 19. Jahrhundert; gleichzeitig Kriegergedächtnisstätte | D-1-82-124-32           | Wegkreuz                                                              |
| Weißach Rainerweg 12 (Standort)                                       | Ehemaliges Bauernhaus, sogenannt Beim Sagpeter                        | Flachsatteldachbau mit Blockbau-Obergeschoss, umlaufender Laube und teilverschalter Giebellaube, Ende 18. Jahrhundert, Fenster und Laubenbrüstungen Ende 19. Jahrhundert | D-1-82-124-33           | Ehemaliges Bauernhaus, sogenannt Beim Sagpeter                        |
| Weißach Rainerweg 39 (Standort)                                       | Ehemalige Weißachmühle,                                               | Zweigeschossiger Walmdachbau mit verputztem massivem Wohnteil und Holzaufbau über Bruchsteinsockel am östlichen Wirtschaftsteil, 18. Jahrhundert | D-1-82-124-34           | Ehemalige Weißachmühle,                                               |

### Almen und Holzerstuben
| Lage                                                  | Objekt                                                      | Beschreibung | Akten-Nr.     | Bild                                             |
| ----------------------------------------------------- | ----------------------------------------------------------- | --- | ------------- | ------------------------------------------------ |
| Bayerwald Vorderalm, Weißach im Staatswald (Standort) | Waldhansl-Winterstube                                       | Ehemalige Trifthütte, jetzt Niederalm, eingeschossiger und Flachsatteldach-Blockbau mit Kniestock, bezeichnet mit 1859 | D-1-82-124-6  | BW                                               |
| Bodigbergalm (Standort)                               | Almhütte, sogenannte Bodigbergalm                           | Erdgeschossiger Blockbau über Natursteinsockel mit legschindelgedecktem Flachsatteldach, bezeichnet mit 1837, um 1950 verkürzt | D-1-82-124-59 | BW                                               |
| Bucheralm (Standort)                                  | Almhütte, sogenannte Bucheralm                              | Erdgeschossiger verschindelter Blockbau mit Flachsatteldach und verputztem massivem Wirtschaftsteil, bezeichnet mit 1808 | D-1-82-124-55 | BW                                               |
| Geißalm (Standort)                                    | Almhütte, sogenannte Geißalm                                | Erdgeschossiger Bruchsteinbau mit Flachsatteldach, 1816 | D-1-82-124-40 | Almhütte, sogenannte Geißalm                     |
| Hölleialm (Standort)                                  | Almhütte, sogenannte Hölleialm                              | Erdgeschossiger Blockbau mit Flachsatteldach und firstparallelem Wohn- und Stallteil, bezeichnet mit 1676 | D-1-82-124-41 | Almhütte, sogenannte Hölleialm                   |
| Kamp-Gurnbach (Standort)                              | Forsthütte, sogenannte Gurnbach-Holzerstube                 | Erdgeschossiger Blockbau auf Bruchsteinsockel mit Flachsatteldach und hohem Kniestock, bezeichnet mit 1912 | D-1-82-124-48 | BW                                               |
| Königsalm (Standort)                                  | Alm, sogenannte Königsalm                                   | Langgestreckter Flachsatteldachbau mit Legschindeln in Blockbauweise, angeblich 1723, First bezeichnet mit 1801 oder 1810, nach Westen verlängert um 1850 Kaserei, sogenanntes Kavaliershaus, Flachsatteldachbau mit Blockbau-Obergeschoss, Kniestock und Balkons, 1818 | D-1-82-124-42 | weitere Bilder                                   |
| Langenaualm (Standort)                                | Alm, sogenannte Langenaualm                                 | Almhütte, nördliche Hütte, erdgeschossiger Blockbau über Bruchsteinsockel mit Legschindel-Flachsatteldach, bezeichnet mit 1850 Almhütte, südliche sogenannte Herzogliche Hütte, erdgeschossiger Blockbau über Bruchsteinsockel mit Flachsatteldach, bezeichnet mit 1856 | D-1-82-124-56 | weitere Bilder                                   |
| Luckenalm (Standort)                                  | Almhütte, untere Hütte der Luckenalm                        | Erdgeschossiger, teilweise verputzter Bruchsteinbau mit Flachsatteldach, Anfang 19. Jahrhundert | D-1-82-124-57 | BW                                               |
| Luckengrabenalm (Standort)                            | Almhütte, sogenannte Luckengrabenalm                        | Erdgeschossiger verputzter Flachsatteldachbau mit verbrettertem Stallteil, bezeichnet mit 1812 und 1911 | D-1-82-124-49 | Almhütte, sogenannte Luckengrabenalm             |
| Plattenalm (Standort)                                 | Almhütte, sogenannte Feicht-Hütte der Plattenalm            | Erdgeschossiger, teilweise verschindelter bzw. verbretterter Blockbau über Bruchsteinsockel mit Flachsatteldach, bezeichnet mit 1822 | D-1-82-124-66 | Almhütte, sogenannte Feicht-Hütte der Plattenalm |
| Plattenalm (Standort)                                 | Almhütte, sogenannte Retzl-Hütte der Plattenalm             | Erdgeschossiger, teilweise verbretterter bzw. verschindelter Blockbau mit Flachsatteldach, bezeichnet mit 1826 | D-1-82-124-65 | Almhütte, sogenannte Retzl-Hütte der Plattenalm  |
| Raineralmweg 85 (Standort)                            | Ehemaliger Stallstadel der Schwaigeralm                     | Erdgeschossiger Bohlen-Blockbau mit Giebellaube und legschindelgedecktem Flachsatteldach, 1839, teilweise zu Wohnzwecken modern ausgebaut | D-1-82-124-46 | BW                                               |
| Rieselsbergalm (Standort)                             | Almhütte, obere Hütte der Rieselsbergalm                    | Erdgeschossiger Blockbau über Bruchsteinsockel mit Flachsatteldach und verbrettertem Wirtschaftsteil, 1935 | D-1-82-124-54 | BW                                               |
| Scheuereralm (Standort)                               | Almhütte, sogenannter Scheurer Niederleger                  | Erdgeschossiger Blockbau über Bruchsteinsockel mit Flachsatteldach und verbrettertem Stallteil, bezeichnet mit 1798 | D-1-82-124-50 | BW                                               |
| Schwarzentennalm (Standort)                           | Almhütte, sogenannte Mangl-Hütte der Schwarzentennalm       | Erdgeschossiger Blockbau mit Flachsatteldach, 18. Jahrhundert | D-1-82-124-47 | weitere Bilder                                   |
| Pförner Alm; Siebenhütten 1 (Standort)                | Alm, sogenannte Siebenhüttenalm                             | Almhütte, sogenannte obere Hütte, erdgeschossiger Blockbau mit Legschindel-Flachsatteldach, First bezeichnet mit 1843 Stall, sogenannte mittlere Hütte und ehemaliger Geissstall, langgestreckter Blockbau über Bruchsteinsockel mit Legschindel-Flachsatteldach, Mitte 19. Jahrhundert Stadel, sogenannte untere Hütte, erdgeschossiger Blockbau mit Legschindel-Flachsatteldach, First bezeichnet mit 1851 | D-1-82-124-43 | Alm, sogenannte Siebenhüttenalm                  |
| Sonnbergalm-Niederleger (Standort)                    | Almhütte, Obere Hütte des Sonnbergalm Niederlegers          | Erdgeschossiger Blockbau auf Bruchsteinunterbau mit Flachsatteldach und verschindeltem Giebel, bezeichnet mit 1942 | D-1-82-124-39 | BW                                               |
| Weidbergalm (Standort)                                | Almhütte, sogenannte Lidl- oder Hessenhütte der Weidbergalm | Erdgeschossiger, teilweise verschindelter bzw. verbretterter Blockbau mit Flachsatteldach, wohl noch 18. Jahrhundert | D-1-82-124-58 | BW                                               |
| Wildalm (Standort)                                    | Almhütte, sogenannte Bayerische Wildalm                     | Erdgeschossiger Bruchsteinbau mit Blockbau-Kniestock, Flachsatteldach und fachwerkartigem Giebeldreieck, bezeichnet mit 1874 | D-1-82-124-62 | BW                                               |

### Grenzsteine, Steinkreuze und Kruzifixe in der Flur
| Lage                                                                          | Objekt                                    | Beschreibung | Akten-Nr.     | Bild                                    |
| ----------------------------------------------------------------------------- | ----------------------------------------- | --- | ------------- | --------------------------------------- |
| Albertsbach-Todtengraben-westl. (Standort)                                    | Grenzstein Nr. 181                        | Steinerner Legstein mit Inschrift und Relief, bezeichnet mit 1557 und 1722; an der Landesgrenze Bayern/Tirol                                                      | D-1-82-124-60 | Grenzstein Nr. 181                      |
| Bayrbach-Harrerberg; Rieselsbergalm (Standort)                                | Grenzstein                                | Granitpfeiler mit Inschrift und Wappenreliefs, bezeichnet mit 1557, 1771, 1844; an der Landesgrenze Bayern/Tirol                                                  | D-1-82-124-51 | Grenzstein                              |
| Langenau-nördl.-Langeck-Schattseite (Standort)                                | Wegkreuz                                  | Kleines Tuffsteinkreuz, bezeichnet mit 1701 | D-1-82-124-53 | Wegkreuz                                |
| Lapberg-Vorderlapberg (Standort)                                              | Sühnekreuz, sogenanntes Schwarzes Kreuz   | Hölzernes Kruzifix mit Wettermantel, bezeichnet mit 1825 | D-1-82-124-52 | Sühnekreuz, sogenanntes Schwarzes Kreuz |
| Pittenbach (Standort)                                                         | Grenzstein                                | Granitpfeiler mit Inschrift und Wappenrelief, bezeichnet mit 1557, 1676, 1844; an der Landesgrenze Bayern/Tirol                                                   | D-1-82-124-44 | BW                                      |
| Plattenalm; Platteneck; Polisseite Albertsbach-Todtengraben-westl. (Standort) | Grenzsteine                               | Folge von Granitpfeilern mit Inschrift, bezeichnet mit 1844; an der Landesgrenze Bayern/Tirol nicht nachqualifiziert, im Bayerischen Denkmal-Atlas nicht kartiert | D-1-82-124-61 | weitere Bilder                          |
| Wildalm (Standort)                                                            | Grenzstein, sogenannter Großer Legerstein | Kalksteinbrocken mit eingemeißelten Steinkreuzen und aufgesetztem Markierungsstein, wohl 1557, bezeichnet mit 1844; an der Landesgrenze Bayern/Tirol              | D-1-82-124-63 | BW                                      |

## Ehemalige Baudenkmäler
In diesem Abschnitt sind Objekte aufgeführt, die früher einmal in der Denkmalliste eingetragen waren, jetzt aber nicht mehr. Objekte, die in anderem Zusammenhang – also z. B. als Teil eines Baudenkmals – weiter eingetragen sind, sollen hier nicht aufgeführt werden. Aktennummern in diesem Abschnitt sind ehemalige, jetzt nicht mehr gültige Aktennummern.

| Lage                              | Objekt                           | Beschreibung                                                                                           | Akten-Nr.      | Bild                             |
| --------------------------------- | -------------------------------- | --- | -------------- | -------------------------------- |
| Enterfels Felserweg 7 (Standort)  | Bauernhaus, sogenannt Beim Thoma | mit Blockbau-Obergeschoss verschalt, Laube und verbretterter Giebellaube, erste Hälfte 18. Jahrhundert | D-1-82-124- ?? | Bauernhaus, sogenannt Beim Thoma |
| Riedlern In der Wieden (Standort) | Bayerisches Forstamt Kreuth      | In Art eines Einfirsthofes 1837 erbaut, Giebel mit Balkon und Hochbalkon, klassizistische Haustür      | D-1-82-124- ?? | Bayerisches Forstamt Kreuth      |